# Charytyna (święta)
Charytyna, Krystyna (ur. na początku XIII wieku, zm. 1281 w Nowogrodzie Wielkim) – księżniczka litewska, mniszka, święta prawosławna. 
Szczegóły biografii Charytyny nie są znane. Urodziła się na początku XIII wieku - w tym kontekście historycy podają 1221 rok jako możliwą datę narodzin. Miała wywodzić się z litewskiego rodu książęcego. Historycy przypuszczają, że w okresie wewnętrznego chaosu na Litwie po zabójstwie Mendoga mogła uciec wraz z rodziną (niektórzy historycy uznają ją za córkę, bądź krewną Towciwiłła) do Nowogrodu Wielkiego, gdzie miała przyjąć prawosławie. Miała wyjść za mąż za księcia Fiodora Jarosławowicza, brata Aleksandra Newskiego, jednak ten zmarł tuż przed ślubem (źródła w kontekście ożenku z Fiodorem tak samo wymieniają Eufrozynę Suzdalską). 
Po tym wydarzeniu postanowiła poświęcić się życiu monastycznemu. Pozostała w Nowogrodzie i wstąpiła do monasteru św. Piotra i Pawła, gdzie z czasem została przełożoną wspólnoty. Charytyna jest pierwszą znaną chrześcijańską zakonnicą pochodzenia litewskiego. Została uznana za święta kościoła prawosławnego. Jest patronką Litwy i narodu litewskiego. Jej wspomnienie ma miejsce 5 października.